# Філософія музики (есе)
Філософія музики — есе, фундаментальна праця  Джузеппе Мадзіні створена 1835 року. 
Дослідники розглядають цю працю як важливий документ італійської музичної естетики ХІХ ст , а також звертаються до неї як до парадигматично важливої щодо формулювання нової концепції мистецтва в 20-х рр. ХХ ст. .

## Зміст роботи
Праця побудована за принципом дихотомії, типовим в історії компаративістичних студій італійської та німецької музики .
Дж. Мадзіні розглядав гармонію як типову ознаку німецької музики, що відбивається переважно в інструментальній музиці. Гармонія може передати соціальну думку та ідею, проте, при цьому, є небезпека наголошення на ідеальному. Відтак німецька музика схильна до
містицизму. Натомість італійська,— що передусім базується на мелодії, переданій людським голосом,— втілює індивідульність. Дж. Мадзіні проголошує ідею європейської музики як синтезу італійської та німецької: «У досконалій гармонії цих двох основоположних понять будь-якої музики — у посвяті цієї гармонії високій меті, священній місії — полягає таємниця мистецтва, концепт справжньої європейської музики, якої ми всі, свідомо чи несвідомо, палко бажаємо» . Це означало б об’єднання індивідуального й універсального.

## Публікації
Вперше надрукована у журналі L'Italiano . Вдруге видана 1910 року.